# Paradoxapseudes mortoni
Paradoxapseudes mortoni is een naaldkreeftjessoort uit de familie van de Apseudidae. De wetenschappelijke naam van de soort is voor het eerst geldig gepubliceerd in 1997 door Bamber.